# بهرام بیگی علیا سمندی
بهرام بیگی علیا سمندی، روستایی از توابع بخش پاتاوه شهرستان دنا در استان کهگیلویه و بویراحمد ایران است.

## جمعیت
این روستا در دهستان پاتاوه قرار دارد و براساس سرشماری مرکز آمار ایران در سال ۱۳۸۵، جمعیت آن ۹۲۱ نفر (۱۶۹خانوار) بوده‌است.